# Noppavaara
Noppavaara är en kulle i Finland.   Den ligger i den ekonomiska regionen Norra Lappland och landskapet Lappland, i den norra delen av landet, 1 000 km norr om huvudstaden Helsingfors. Toppen på Noppavaara är 260 meter över havet. Noppavaara ligger vid sjön Kuivajärvi.
Terrängen runt Noppavaara är platt österut, men västerut är den kuperad.  Trakten runt Noppavaara är nära nog obefolkad, med mindre än två invånare per kvadratkilometer.